# Bicudinho-do-brejo
O bicudinho-do-brejo (Formicivora acutirostris) era encontrado em apenas uma pequena área de brejo, ou seja uma população isolada, encontrada apenas no litoral do Rio Grande do Sul. Assim, esse pássaro tem aproximadamente 10g de extensão corporal e tem 14 cm de comprimento, mas existem diferenças marcantes entre um sexo e outro, na fêmea: o ventre é malhado de preto e branco e no macho: cinza-anegrado. Esse animal de dimensões pequenas e com a habilidade de voar, não poderia se alimentar de grandes alimentos e tão pouco sua estatura e bico permitem, por isso esse pássaro se alimenta de pequenos artrópodes, fazendo assim uma dieta proporcional a sua constituição física.

## Família Thamnophilidae
É uma família Neotropical e localiza-se pela América do Sul, exceto Chile e Argentina, porém, sua maior variedade biológica está em solo brasileiro, pode ser encontrada até 50 espécies diferentes na Amazônia. Essas aves, ocupam áreas de sub-bosques ou vegetação sub-arbustiva, esses locais torna-os imperceptíveis e suas vocalizações se tornam guias quando precisam se situarem, principalmente o casal entre si, ambos possuem o mesmo canto, assim tornando um meio de identificação.

## Nomes populares
O nome bicudinho-do-brejo foi selecionado como nome vernáculo técnico para a espécie pelo Comitê Brasileiro de Registros Ornitológicos (CBRO) em 2021.

## Reprodução
Sabe-se que para a fêmea ser conquistada, o macho precisa oferecer o alimento, mas também pode existir cantos para surpreender a sua pretendente, mas a fêmea chega ao ponto de depender do macho para se manter alimentada nessa fase de conquista e até mesmo durante a cópula existe relatos do macho permanecer com a refeição em seu bico. Assim, como a conquista e a cópula são aspectos pensados, a escolha de um ambiente favorável na hora da nidificação também é analisado e pode ser repetido pelo casal diversas vezes. Infelizmente, o ciclo reprodutivo dessa espécie e da maioria das que fazem parte da família Thamnophilidae, não é conhecida. Mas foi descoberto outros processos reprodutivos, como: os ovos, são postos em dias seguidos ou até com um intervalo de dois dias e na incubação, sabe-se que as fêmeas ficam durante a noite e os machos durante a manhã, acontecendo assim um revezamento entre o casal e quando esses ovos eclodem nos ninhos, os restos são levados por seus pais para descarte. A nova geração nasce em grande parte nus, com seus pequenos e singelos olhos fechados, pele rosada, mas é claro, existe uma exceção, a cabeça, assim como seus antecessores já é cinza- anegrado, seu bico é laranja -diferente de sua espécie adulta- e somente com dois dias, começam a abrir seus olhos e assim tentar entender seu habitat.

## Ninhos e suas problemáticas
Os Bicudinhos-do-brejo, como todo animal, tem seu habitat definido no litoral Sul do país e constroem os seus ninhos em vegetações herbáceas de regiões de brejos que são frequentemente alagadas pela maré. As construções desses ninhos são bem típicos da família Thamnophilidae, sua forma é bem parecida com cestos ou taças e ficam a alguns centímetros do solo ficando expostos aos alagamentos causados pela maré, já que vivem no litoral. Outro problema também recorrente é o aumento da temperatura média global e os eventos extremos, como precipitações e ciclones, assim aumentando o aquecimento global, que afeta diversas espécies e assim afetando o habitat do Bicudinho-do-brejo. Tendo como consequências: a alteração da distribuição, abundância das espécies e aumentando seu risco de extinção. Um outro problema recorrente nessas vegetações herbáceas, é o acumulo de lixo, muitos matérias plásticos, moveis e diversos outros tipos utensílios domésticos, causando um acumulo e a eliminação dessa vegetação.

## Ambientes de ocorrência
O S. Acustirostris, teve oito ambientes de maior ocorrência, sendo esses os primários, porém com toda modificação e ação humana, foi adicionado mais um brejo secundário, totalizando novo possíveis ambientes de preferencia dessa espécie. Esses locais ocorrem no Paraná, sendo uma área total de 4.856,57 ha - hectare - desses 33,1% são espaços herbáceos e 66,9% são áreas superior a arbóreo e inferior a herbáceo. Essa espécie, pode habitar planícies aluviais inundadas e não teve nenhuma eventualidade desse pássaro em manguezais.

## Forrageamento
Essa técnica é importante para que se possa entender sobre os comportamentos, interações e circulações com a natureza que possam resultar na  de captura de sua presa. Uma das formas de conseguir surpreender suas presas, é procurar assustar, nas folhagens batem suas asas, assim assustando seu próximo alvo. O S. Acutirostris, muitas vezes uma o salto para se aproximar, na maioria das vez são saltos para frente e em outras circunstâncias para baixo, assim tentando ficar próximo de seu objetivo. A diferença entre sexo se torna presente no forrageamento, os machos diminuem nos períodos de maré baixa e seca, enquanto as fêmeas continuam em proporções normais nesse ciclo, mas enfraquece o forrageio quando a maré aumenta.

## Espécie irmã
O bicudinho-do-brejo-paulista (Formicivora paludicola), foi encontrada nos brejos paulistas - a única ave  endêmica paulista - assim, como foram espécies recentemente descobertas e entraram para a lista de aves ameaçadas de extinção. Alguns tratam o Bicudinho-do-brejo como Formicivora acuirostris, pois existe uma grande semelhança com sua espécie irmã, sendo distinguidos pelas características físicas, mais especificamente: a plumagem. O macho da F. paludicola é mais acinzentado, enquanto como foi descrito o S. acutirostris tem uma coloração mais preta, já as fêmeas são bem parecidas, apenas se distinguindo de outros pássaros da mesma espécie, porém a fêmea do F. paludicola tem a costa mais marrom, em comparação com sua espécie irmã.

## Espécie ameaçada
O S. acutirostris é uma grande espécie quase ameaçada no mundo e em perigo de extinção no Brasil. Muitos não chegaram a falar sobre o Bicudinho-do-Brejo, mas a verdade é que a extensão da biodiversidade existente é imensa, pouco conhecida e estudada. Assim como muitas espécies, com esse pássaro não foi diferente, com pouco investimento em pesquisas e entendimento sobre o animal, logo que descoberto já entrou diretamente para lista de espécies ameaçadas no Brasil. Foi encontrado a 200 km de São Paulo, por alguns pesquisadores e o que o levou entrar na lista, juntamente como outras espécies, como: Mico-leão-da-cara-preta, no ano de 2005. Essa ave, mantém-se em três unidades de conservação integral: Parque Estadual de Boguaçu, Estação Ecológica do Guaruçu e Reserva Particular do Patrimônio Natural Fazenda Palmital, essas reservas de manutenções ajudam a conservar a espécie mesmo grande risco de extinção.